# Ревизор (телепрограмма)
«Ревизор» (укр. Ревізор) — социальное реалити-шоу о качестве работы заведений сферы обслуживания Украины и других стран. Особенностью программы является съёмка хода ревизий в реальном времени, а также полная неосведомлённость владельцев и работников заведения о предстоящей проверке. Как правило, объектами ревизии становятся заведения общественного питания (рестораны, кафе, столовые), дома для проживания (гостиницы, общежития) и супермаркеты. Премьера состоялась 27 августа 2011 года на Новом канале. На основе телепрограммы был запущен аналогичный проект «Ревизорро» в России. Также в Грузии был запущен аналогичный проект «Общественный контроль» («სახალხო კონტროლი»).
Первой ведущей проекта была журналистка, писательница и модель Ольга Фреймут. С 5 по 7 сезон программу «Ревизор» вёл актёр, диджей, журналист и шоумен Вадим Абрамов. С 8 сезона ведущим становится знаменитый ресторатор Николай Тищенко. С 9 сезона к нему присоединилась Елена Филонова. С 10 сезона ведущей «Ревизора» стала Юлия Панкова. 15 января 2021 года она сообщила, что завершила работу в проекте. По неофициальной информации причиной ухода стало закрытие самое передачи.

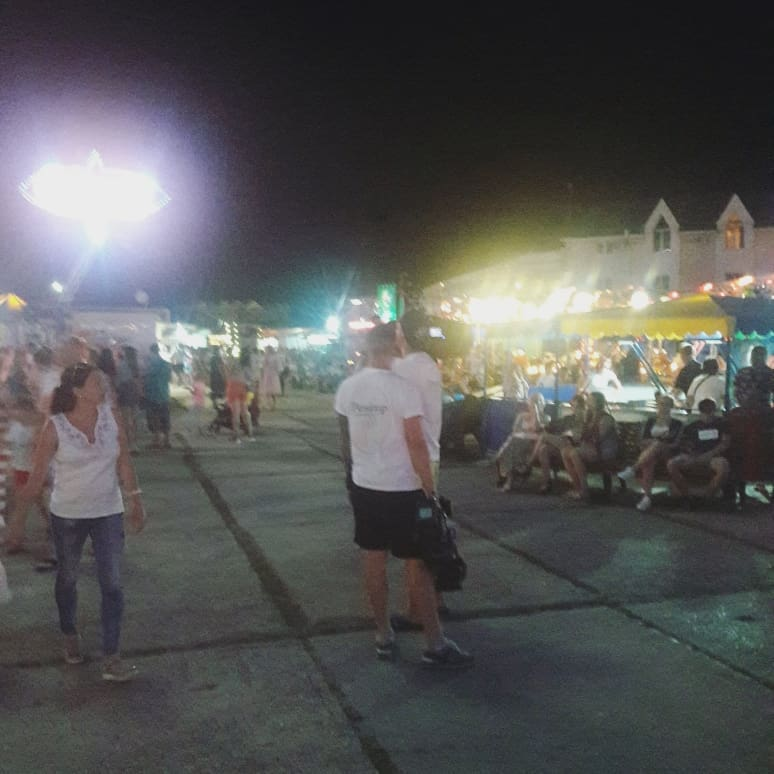
Ревизор в Кирилловке (2019)

## О проекте
В каждом выпуске команда ревизора получает редакционное задание и приезжает в один из городов Украины, где посещает различные заведения и проводит их оценку по ряду критериев (однако бывали и исключения, где в одном выпуске фигурировало несколько городов). Выбор мест для посещения в основном определяется популярностью того или иного заведения в городе, также на него влияют отзывы в социальных сетях (как положительные, так и отрицательные), где оставившие их люди просят ревизора приехать и посетить это заведение. После прохождения ревизии команда ревизора совещается, после чего ведущий(-ая) проводит краткое резюме по всему увиденному и выносит решение. В случае положительного решения ведущий(-ая) произносит фразу «Ревизор рекомендует (название заведения)», и вручает заведению табличку ревизора с рекомендацией. В противном же случае ведущий(-ая) произносит фразу «Ревизор не рекомендует / не может рекомендовать (название заведения)» и объясняет причины такого решения. В случае ужасающе плохих результатов ревизии ведущий(-ая) произносит фразу «Ревизор категорически не рекомендует (название заведения)», и оставляет чёрную метку в книге жалоб и предложений. Начиная с 4-го сезона, после окончания выпуска следует телепрограмма «Страсти по Ревизору» с ведущим Сергеем Притулой, где в студии приглашённые эксперты, владельцы и сотрудники проверенных заведений обсуждают объективность проведенных ревизий и пытаются разобраться в спорных моментах.

## Команда
- Режиссёры: Сергей Озерянский, Данила Джепо, Денис Тарасов, Андрей Коротун.
- Директор творческого объединения: Виктория Бурдукова.
- Продюсеры: Мария Павличук, Анастасия Красикова, Ирина Титаренко.
- Креативный продюсер: Мария Павличук.
- Шеф-редактор: Анна Жижа.
- Ведущие: Ольга Фреймут (1—4 сезон), Вадим Абрамов (5—7 сезон), Николай Тищенко (8—9 сезон), Юлия Панкова (10-11 сезон).
- Ведущая «Ревизор: Магазины»: Наталья Кудряшова (1—2 сезон). Ирина Хоменко (3 сезон)
- Ведущий пост-шоу «Страсти по Ревизору» Сергей Притула.
- Ведущий программы «Ревизор без купюр» (закадровая жизнь народного проекта «Ревизор»): Александр Педан.
- Голос за кадром: Михаил Бондаренко.

## Ревизоры
| Ревизоры        | Сезоны       | Сезоны       | Сезоны       | Сезоны       | Сезоны       | Сезоны       | Сезоны       | Сезоны       | Сезоны        | Сезоны        | Сезоны   | Сезоны        |
| Ревизоры        | 1            | 2            | 3            | 4            | 5            | 6            | 7            | 8            | 9             | 10            | Карантин | 11            |
| --------------- | ------------ | ------------ | ------------ | ------------ | ------------ | ------------ | ------------ | ------------ | ------------- | ------------- | -------- | ------------- |
| Ольга Фреймут   | Ревизор      | Ревизор      | Ревизор      | Ревизор      |              |              |              |              |               |               |          |               |
| Вадим Абрамов   |              |              |              |              | Ревизор      | Ревизор      | Ревизор      |              |               |               |          |               |
| Николай Тищенко |              |              |              |              |              |              |              | Ревизор      | Ревизор       |               |          |               |
| Елена Филонова  |              |              |              |              |              |              |              |              | бьюти-ревизор | бьюти-ревизор |          | бьюти-ревизор |
| Юлия Панкова    |              |              |              |              |              |              |              |              |               | Ревизор       | Ревизор  | Ревизор       |
| Анна Жижа       | Шеф-редактор | Шеф-редактор | Шеф-редактор | Шеф-редактор | Шеф-редактор | Шеф-редактор | Шеф-редактор | Шеф-редактор | Шеф-редактор  |               |          |               |

### Ведущие «Ревизор: Магазины»
| Ведущие           | Сезоны | Сезоны | Сезоны |
| Ведущие           | 1      | 2      | 3      |
| ----------------- | ------ | ------ | ------ |
| Наталья Кудряшова |        |        |        |
| Ирина Хоменко     |        |        |        |

## Проверки

### Проверка заведений общественного питания
При проверке кафе и ресторанов ревизор оценивает следующие критерии:
- чистота на кухне (чистота рабочих поверхностей, полов, холодильников, посуды, плиты, вытяжки, духового шкафа, пароконвектомата, досок для нарезания);
- наличие или отсутствие посторонних предметов (личные вещи сотрудников, мусор и т. д.) рядом с продуктами питания;
- хранение продуктов питания (их происхождение, свежесть, соблюдение условий хранения и правил товарного соседства, наличие стикеров о времени приготовления или вскрытия упаковки);
- интерьер заведения (чистота, размер помещения, дизайн, декоративные элементы и другие особенности);
- цены (обычно лишь показываются, но не комментируются с позиции «дёшево-дорого»);
- чистота и удобство пользования санитарным узлом;
- качество обслуживания (внимательность и вежливость персонала, знание официантом меню, правильность подачи блюд, длительность ожидания заказа, правильность расчёта);
- качество приготовленных блюд (ведущий проводит дегустацию блюд, оценивает их вкус и правильность приготовления);
- соответствие реального веса заказанных блюд указанному в меню (для этого обычно взвешивают блюда тайного покупателя, который приходит в заведение и делает заказ незадолго до визита ревизора).

### Проверка гостиниц
Как правило, перед проведением ревизии заведение посещает тайный покупатель, который заранее бронирует и оплачивает номер для команды ревизора. Чаще всего в качестве объекта ревизии выбирается номер класса «двухместный стандарт». При проверке гостиниц оценивается:
- качество обслуживания и вежливость персонала при обслуживании в регистратуре;
- цены (обычно лишь показываются, но не комментируются с позиции «дёшево-дорого»);
- интерьер номера, его чистота, уровень комфорта и площадь;
- чистота и удобство пользования санитарным узлом;
- наличие достаточного количества полотенец, средств гигиены и так далее;
- звукоизоляция в номере;
- соответствие уровня сервиса «звёздности» гостиницы;
- обратная связь с сотрудниками гостиницы по различным вопросам.

Начиная с 7-го сезона, ревизор также проверяет кухни гостиниц. Ревизия кухни гостиницы проходит по той же схеме, что и кухни ресторана или кафе.
Как правило, уровень сервиса и удобств прямо пропорционален стоимости проживания в номерах, поэтому таблички вручаются гостиницам с высоким уровнем цен, хотя бывали и исключения, когда образцовый уровень демонстрировали гостиницы со стоимостью номеров 400–600 гривен.

### Проверка супермаркетов
При проверке супермаркетов параллельно с командой ревизора работает эксперт по развитию супермаркетов Наталья Кудряшова, которая ходит по торговому залу в поиске просроченного или некондиционного товара. При проверке супермаркетов оцениваются:
- чистота подсобных помещений;
- правильность хранения продуктов в подсобных помещениях (соблюдение условий товарного соседства, температурного режима, тары и упаковки, свежести хранимых продуктов);
- интерьер и площадь торгового зала, удобство перемещения по нему;
- чистота в торговом зале (чистота полов, полок, стеллажей с товарами);
- соблюдение сроков хранения товаров (наличие или отсутствие просроченных товаров);
- соблюдение товарного вида (наличие или отсутствие некондиционных товаров: испачканных, с нарушенной или деформированной упаковкой, пришедших в негодность);
- информативность для покупателя о времени производства и окончания срока годности всех товаров и блюд;
- соблюдение условий хранения товаров в торговом зале (температурный режим, высота относительно пола, защищённость от внешней среды и так далее);
- соответствие указанного на товаре веса реальному;
- уровень цен;
- качество обслуживания на кассе.

Стоит заметить, что соблюдение всех санитарных норм и правил в супермаркете обеспечить сложнее всего, и чаще всего администрация сама не заинтересована в этом, так как это сильно влияет на рентабельность работы супермаркета: для поддержания достаточной чистоты необходимо удерживать соответствующий штат персонала, при своевременном списывании просроченных товаров супермаркет получает убыток, обеспечение нужного температурного режима требует большого расхода электроэнергии и так далее. В связи со всем вышеперечисленным, супермаркеты крайне редко удостаиваются таблички ревизора — так, за всю историю существования телепрограммы это происходило всего два раза.
В 2017 году телеканал запустил в производство отдельное шоу, посвященное проверке супермаркетов — «Ревизор: Магазины». Ведущей программы стала эксперт Наталья Кудряшова.

### Проверка аквапарков
При проверке аквапарков учитываются следующие критерии:
- местонахождение и удобства при входе;
- интерьер и площадь;
- комфорт и качество данных услуг;
- сервис;

- безопасность, профессионализм и наличие спасателей;
- чистота воды и помещений;

- соотношение цена/качество;

### Технические средства и приспособления
При проведении ревизии для определения тех или иных критериев ведущий использует различные принадлежности и приборы. Наиболее часто используются белые перчатки, при помощи которых определяется чистота тех или иных поверхностей. Чем выше уровень чистоты, тем реже приходится менять перчатки. Среди электронных приборов наиболее часто применяются следующие:
- Шумомер — для измерения уровня шума в отеле;
- Люминометр — определяет биологическую загрязнённость поверхности;
- Пирометр — для бесконтактного определения температуры поверхности или продуктов питания;
- Анализатор качества масла — для определения свежести фритюрного масла;
- Дальномер — для вычисления площади помещения;
- Эндоскопическая камера — для обзора труднодоступных мест, которые нельзя осмотреть снаружи;
- Весы — для определения веса поданных блюд.
- pH-метр - для определения кислотности жидкостей

## Награды
- 2012 год. Премия «Телетриумф» в номинации «Лучшая информационно-развлекательная программа года».[2]
- 2013 год. Проект номинирован на премию в категориях «Лучшая информационно-развлекательная программа» и «Лучшая ведущая развлекательных программ».
- 2013 год. Шоу стало победителем премии «Фаворит телепрессы».